# Чаа-Холь (річка)
Чаа-Холь — річка у Республіці Тива, Росія, ліва притока Єнісею (Саянське водосховище). Стікає з хребта Західний Танну-Ола в Тувинську котловину. Довжина річки становить 90 км, площа водозабору 1730 км², середня витрата води 6 м³/с. Річка використовується для зрошування та сільськогосподарського водопостачання, на що витрачається 14 млн м³, що становить 7 % річного стоку річки.